# 김포공항 나들목
김포공항 나들목(Gimpo Airport IC)은 경기도 김포시 고촌읍 전호리, 인천광역시 계양구 하야동, 서울특별시 강서구 개화동에 걸쳐 설치된 인천국제공항고속도로의 7번 교차로이다. 나들목 진출입로는 김포국제공항 방면인 서울특별시 강서구 방화2동과 접하고 있다.

## 연혁
- 2000년 11월 21일 : 인천국제공항고속도로 개통과 함께 영업 개시[1]

## 구조물 정보
- 위치: 경기도 김포시 고촌읍 전호리, 인천광역시 계양구 하야동, 서울특별시 강서구 개화동

## 특이점
남부순환로와 양천로가 만나는 개화사거리에서 나들목 진입로가 시작된다. 개화사거리에서 이 나들목으로 진입하면 인천 방향으로만 진입이 가능하며, 인천국제공항고속도로에서는 고양 방향에서는 진출만, 인천 방향에서는 진입만 가능하다.

## 접속하는 도로
- 국도 제48호선 (개화동로)
- 양천로
- 간접 연결 : 국도 제39호선 (벌말로, 개화동로 이용), 남부순환로 (김포공항입구 교차로 이용)

## 인근 정보
- 김포국제공항
- ● 수도권 전철 5호선, ● 서울 지하철 9호선, ● 인천국제공항철도, ● 김포 도시철도, ● 수도권 전철 서해선 김포공항역
- ● 수도권 전철 5호선 개화산역
- ● 서울 지하철 9호선 개화역